# Viellenave-de-Navarrenx
Viellenave-de-Navarrenx är en kommun i departementet Pyrénées-Atlantiques i regionen Nouvelle-Aquitaine i sydvästra Frankrike. Kommunen ligger i kantonen Navarrenx som tillhör arrondissementet Oloron-Sainte-Marie. År 2022 hade Viellenave-de-Navarrenx 162 invånare.

## Befolkningsutveckling
Antalet invånare i kommunen Viellenave-de-Navarrenx
| Referens: INSEE |